# Notoglanidium depierrei
A Notoglanidium depierrei a sugarasúszójú halak (Actinopterygii) osztályának harcsaalakúak (Siluriformes) rendjébe, ezen belül a Claroteidae családjába tartozó faj.
Korábban Platyglanis depierrei néven volt ismert.

## Előfordulása
A Notoglanidium depierrei Kamerun endemikus harcsája. Kizárólag a Sanaga folyómedencében lelhető fel.

## Megjelenése
Ez a hal legfeljebb 17,2 centiméter hosszú. A hátúszóján 2 tüske és 9-10 sugár van, míg a farok alatti úszóján nincs tüske, viszont 25-28 sugár látható. 47-50 csigolyája van.

## Életmódja
Trópusi, édesvízi harcsa, amely főleg a meder fenekén tartózkodik.